# Johannes Døberen
Johannes Døberen (også: Sankt Hans el. Sct. Hans) var søn af præsten Zakarias og hans kone Elisabeth, som var beslægtet med jomfru Maria, Jesu mor. Johannes var efter de kristne kilder sin tids mest betydningsfulde vandreasket. I den egenskab døbte han Jesus i floden Jordan.

## Liv og påvirkning
De fleste teologer enes om, at Jesus var en af Johannes' følgere, og flere steder i Det nye testamente siges, at flere af Jesu disciple tidligere havde fulgt Johannes.

Johannes Døberen er en vigtig religiøs figur indenfor kristendommen, islam og bahai. Et af verdens ældste trossamfund, mandæismen, regner Johannes Døberen som en af de budbringere, der er udsendt for at fortælle menneskene, hvordan sjælen kan frelses.
Apostlenes gerninger giver et interessant glimt af en potentiel religion under udvikling, som Paulus skyndte sig at få forhindret, da han på sine rejser kom til Efesos og mødte nogle af Johannes' disciple. Paulus spurgte dem, om de fik helligånden, da de kom til tro. De havde ikke hørt om nogen hellig ånd, og Paulus spurgte, hvilken dåb, de var blevet døbt med. De svarede: "Med Johannes' dåb." Paulus forklarede dem, at Johannes havde døbt med omvendelsesdåb og sagt til folket, at de skulle tro på ham, der fulgte efter, dvs. på Jesus. Paulus døbte dem så i Jesu navn, og "da han lagde hænderne på dem, kom helligånden over dem, og de talte i tunger og profeterede. Der var vel i alt tolv mand."
Johannes Døberen advarede kong Herodes Antipas mod at gifte sig med Herodias, sin halvbror Filips hustru, da det efter jødisk syn blev regnet som en synd. Antipas arresterede følgelig Johannes Døberen, men anså ham for at være en hellig mand og frygtede ham. Det lykkedes Herodias at få sin datter Salome til at lokke kongen til at give sig Johannes Døberens hoved på et fad. Antipas blev angiveligt så betaget af Salomes dansen, at han lovede hende hvad som helst som belønning. Hun ønskede sig Johannes Døberens hoved på et fad, og kongen så sig nødt til at holde ord. Oscar Wilde og Richard Strauss blev inspireret til skuespillet og operaen Salome over emnet.

## Efter døden
Johannes' disciple begravede ham i Sebaste i Samaria, omtalt af Hieronymus i et af hans skrifter. Her blev der i 300-tallet rejst en kirke, som blev fundet i ruiner i 1931. Julian den Frafaldne skal have skændet graven og brændt relikvierne i 362. Der hævdes at være relikvier efter Johannes Døberen i Rom i kirken Laterankirken; men også en anden kirke i Rom, San Silvestro, hævder at have Johannes' hoved, som er udstillet. Hans hoved, som skal have befundet sig i Herodes' borg, hævdes dog også at være et tredje sted, nemlig i Amiens efter en rundrejse via Sicilia, Konstantinopel, senere til Emesa, Comana, igen til Konstantinopel og til sidst til Amiens, hvor der angiveligt skete undere. En fjerde hovedskal, der henføres til Johannes, befinder sig i Umayyade-moskéen i Damaskus. Det fleste Johannes-relikvieres autenticitet må dermed betvivles. Legenda Aurea nævner især hans pegefinger, som han skal have peget på Jesus med, og som angiveligt ikke blev brændt. Skt. Thekla skal have fået den af nogle munke, og taget den med over Alperne, så den endte i Normandie.
Johannes' højre hånd, som han døbte Jesus med, siges dog også at opbevares i det serbisk-ortodokse kloster Cetinje i Montenegro, efter at Lukas fik den med fra Sebaste til sin hjemby Antiokia. En fingerknogle skal alligevel have fundet vejen til Kansas City. Små stykker af Johannes' højre hånd skal også være opbevaret i Dionysios-klosteret på Athos-bjerget og i det koptiske Skt. Makarios-kloster i Egypt.
Johannes har givet navn til højtiden sankthans. Augustin nævner, at en helgen normalt fejres på sin dødsdag, som er dagen for ankomsten til himlen (dies Natalis); men Johannes Døberen er en undtagelse, fordi han blev født uden synd, og dermed er hans jordiske fødselsdag den vigtigste fest. Både Hieronymus' martyrologium og kalenderen i Kartago fremhæver, at fejringen af Johannes den 24. juni markerer hans fødsel. Her gør kirken kun to undtagelser, for Johannes Døberen og for jomfru Maria (8. september).
Desuden har han lagt navn til en række kirker i bl.a. Odense, Flensborg, Stege og Hjørring, samt Sankt Hans Torv i København.